# Royal Football Club Tournai
Maillots
Dernière mise à jour : 21 mars 2025.
Le Royal Football Club Tournai est un club de football belge basé à Tournai, issu de la fusion en 2002 de deux clubs de la ville : le Racing Club et l'Union Sportive.

## Repères historiques
- 1903 : 17/04/1903, fondation de UNION SPORTIVE TOURNAISIENNE. (sans doute résultat de la fusion de STUDENT CLUB et ATHLETIC CLUB, non affiliés à l'UBSSA)
- 1903 : 17/11/1903, affiliation de UNION SPORTIVE TOURNAISIENNE comme "club débutant" auprès de l'UBSSA. Le cercle devient "club effectif", le 09/12/1903.
- 1909 : saison 1909-1910, première apparition de UNION SPORTIVE TOURNAISIENNE dans les séries nationales. L'aventure dure quatre saisons.
- 1926 : décembre 1926, UNION SPORTIVE TOURNAISIENNE se voit attribuer le matricule 26.  De son côté, le RC Tournaisien reçoit le matricule 36 [2].
- 1928 : 22/04/1928, UNION SPORTIVE TOURNAISIENNE (26) est reconnue "Société Royale". Le 22 avril 1928, le club prend la dénomination de ROYALE UNION SPORTIVE TOURNAISIENNE (26)[2].
- 1981 : 23/06/1981, fondation de SPORTING CLUB DE PECQ qui s'affilie à l'URBSFA le 5 août 1981 et reçoit le matricule 8786[2].
- 1997 : 01/07/1997, ROYALE UNION SPORTIVE TOURNAISIENNE (26) fusionne avec SPORTING CLUB DE PECQ (8786) pour former ROYALE UNION SPORTIVE TOURNAISIENNE (26)[2].
- 2002 : 01/07/2002, ROYALE UNION SPORTIVE TOURNAISIENNE (26) fusionne avec ROYAL RACING CLUB TOURNAISIEN (36) pour former ROYAL FOOTBALL CLUB TOURNAI (26)[2].

(Il est parfois signalé 2002 comme date de fondation de RFC TOURNAI (26); cette information est inexacte : en effet, selon les règlements fédéraux, un club récemment créé doit entamer sa carrière sportive "au bas de l'échelle" à savoir ici en 2002 la 4e division provinciale de Hainaut; ce ne fut pas le cas. De plus, le club aurait reçu un numéro matricule proche de 9425 et n'aurait pu utiliser le qualificatif "royal" dans sa dénomination sans autorisation du Cabinet du Roi et sans existence ininterrompue depuis au moins cinquante ans).
- 2010 : 27/05/2010, fondation de FOOTBALL CLUB VETERANS VAULX qui s'affilie à l'URBSFA le 8 juin 2010 et reçoit le matricule 9554[2].
- 2016 : 01/07/2016, FOOTBALL CLUB VAULX (9554) change son appellation et devient RENOUVEAU UNION SPORTIVE TOURNAISIENNE (9554) - RUS Tournaisienne[3]. Ce club reprend les couleurs "Vert et Rouge" portées par la R. US Tournaisienne de 1903 à 2002.

## Résultats dans les divisions nationales
Statistiques mises à jour le 3 décembre 2024 (terme de la saison 2023-2024)

### Palmarès
- 1 fois champion de Division 2 en 1951.
- 2 fois champion de Division 3 en 1948 et 2007.
- 4 fois champion de Promotion en 1958, 1980, 2002 et 2005.

### Bilan
| Niv | Divisions     | Jouées | Titres | TM Up | TM Down |
| --- | ------------- | ------ | ------ | ----- | ------- |
| I   | 1re nationale | 1      | 0      |       |         |
| II  | 2e nationale  | 15     | 1      | 1     |         |
| III | 3e nationale  | 35     | 2      |       |         |
| IV  | 4e nationale  | 34     | 4      |       | 3       |
| V   | 5e nationale  | 7      | 0      | 2     |         |
|     |               |        |        |       |         |
|     | TOTAUX        | 92     | 7      | 3     | 3       |

- TM Up : test-match pour départager des égalités, ou toutes formes de Barrages ou de Tour final pour une montée éventuelle.
- TM Down : test-match pour départager des égalités, ou toutes formes de Barrages ou de Tour final pour le maintien.

### Classements saison par saison
| Ordre                     | Saison  | Nom du club         | Niveau                          | Classement final | Remarques                            |
| ------------------------- | ------- | ------------------- | ------------------------------- | ---------------- | ------------------------------------ |
| 1                         | 1909-10 | US Tournaisienne    | Promotion (D2)                  | 8e/11            |                                      |
| 2                         | 1910-11 | US Tournaisienne    | Promotion (D2)                  | 11e/12           |                                      |
| 3                         | 1911-12 | US Tournaisienne    | Promotion (D2)                  | 10e/12           |                                      |
| 4                         | 1912-13 | US Tournaisienne    | Promotion (D2)                  | 11e/12           | Relégué                              |
| séries provinciales       |         |                     |                                 |                  |                                      |
| 5                         | 1923-24 | US Tournaisienne    | Promotion (D2) série A          | 14e/14           | Relégué                              |
| séries provinciales       |         |                     |                                 |                  |                                      |
| 5                         | 1925-26 | US Tournaisienne    | Promotion (D2) série A          | 14e/14           | Relégué                              |
| 6                         | 1926-27 | US Tournaisienne    | Promotion (D3) série A          | 14e/14           | Relégué                              |
| séries provinciales       |         |                     |                                 |                  |                                      |
| 7                         | 1928-29 | R. US Tournaisienne | Promotion (D3) série A          | 11e/14           |                                      |
| 8                         | 1929-30 | R. US Tournaisienne | Promotion (D3) série A          | 7e/14            |                                      |
| 9                         | 1930-31 | R. US Tournaisienne | Promotion (D3) série A          | 7e/14            |                                      |
| 10                        | 1931-32 | R. US Tournaisienne | Promotion (D3) série A          | 2e/14            | [ saisons 1 ]                        |
| 11                        | 1932-33 | R. US Tournaisienne | Promotion (D3) série A          | 7e/14            |                                      |
| 12                        | 1933-34 | R. US Tournaisienne | Promotion (D3) série A          | 11e/14           |                                      |
| 13                        | 1934-35 | R. US Tournaisienne | Promotion (D3) série A          | 12e/14           | Relégué                              |
| séries provinciales       |         |                     |                                 |                  |                                      |
| 14                        | 1936-37 | R. US Tournaisienne | Promotion (D3) série D          | 2e/14            | [ saisons 2 ]                        |
| 15                        | 1937-38 | R. US Tournaisienne | Promotion (D3) série D          | 3e/14            |                                      |
| 16                        | 1938-39 | R. US Tournaisienne | Promotion (D3) série C          | 4e/14            |                                      |
| Compétitions interrompues |         |                     |                                 |                  |                                      |
| 17                        | 1941-42 | R. US Tournaisienne | Promotion (D3) série A          | 5e/11            |                                      |
| 18                        | 1942-43 | R. US Tournaisienne | Promotion (D3) série D          | 11e/15           |                                      |
| 19                        | 1943-44 | R. US Tournaisienne | Promotion (D3) série A          | 13e/14           |                                      |
| Compétitions interrompues |         |                     |                                 |                  |                                      |
| 20                        | 1945-46 | R. US Tournaisienne | Promotion (D3) série C          | 13e/18           |                                      |
| 21                        | 1946-47 | R. US Tournaisienne | Promotion (D3) série D          | 9e/17            |                                      |
| 22                        | 1947-48 | R. US Tournaisienne | Promotion (D3) série A          | 1er/16           | Champion et promu                    |
| 23                        | 1948-49 | R. US Tournaisienne | Division 1 (D2) série B         | 9e/16            |                                      |
| 24                        | 1949-50 | R. US Tournaisienne | Division 1 (D2) série A         | 10e/16           |                                      |
| 25                        | 1950-51 | R. US Tournaisienne | Division 1 (D2) série B         | 1er/16           | Champion et promu                    |
| 26                        | 1951-52 | R. US Tournaisienne | Division d'Honneur              | 16e/16           | Relégué                              |
| 27                        | 1952-53 | R. US Tournaisienne | Division 2                      | 14e/16           |                                      |
| 28                        | 1953-54 | R. US Tournaisienne | Division 2                      | 15e/16           | Relégué                              |
| 29                        | 1954-55 | R. US Tournaisienne | Division 3 série B              | 12e/16           |                                      |
| 30                        | 1955-56 | R. US Tournaisienne | Division 3 série A              | 13e/16           |                                      |
| 31                        | 1956-57 | R. US Tournaisienne | Division 3 série B              | 16e/16           | Relégué                              |
| 32                        | 1957-58 | R. US Tournaisienne | Promotion série B               | 1er/16           | Champion et promu                    |
| 33                        | 1958-59 | R. US Tournaisienne | Division 3 série B              | 9e/16            |                                      |
| 34                        | 1959-60 | R. US Tournaisienne | Division 3 série B              | 14e/16           |                                      |
| 35                        | 1960-61 | R. US Tournaisienne | Division 3 série A              | 13e/16           |                                      |
| 36                        | 1961-62 | R. US Tournaisienne | Division 3 série A              | 15e/16           | Relégué                              |
| 37                        | 1962-63 | R. US Tournaisienne | Promotion série D               | 5e/16            |                                      |
| 38                        | 1963-64 | R. US Tournaisienne | Promotion série B               | 10e/16           |                                      |
| 39                        | 1964-65 | R. US Tournaisienne | Promotion série B               | 2e/16            |                                      |
| 40                        | 1965-66 | R. US Tournaisienne | Promotion série D               | 8e/16            |                                      |
| 41                        | 1966-67 | R. US Tournaisienne | Promotion série B               | 2e/16            |                                      |
| 42                        | 1967-68 | R. US Tournaisienne | Promotion série A               | 9e/16            |                                      |
| 43                        | 1968-69 | R. US Tournaisienne | Promotion série A               | 2e/16            |                                      |
| 44                        | 1969-70 | R. US Tournaisienne | Promotion série C               | 2e/16            |                                      |
| 45                        | 1970-71 | R. US Tournaisienne | Promotion série D               | 9e/16            |                                      |
| 46                        | 1971-72 | R. US Tournaisienne | Promotion série D               | 10e/16           |                                      |
| 47                        | 1972-73 | R. US Tournaisienne | Promotion série B               | 15e/16           | Relégué                              |
| séries provinciales       |         |                     |                                 |                  |                                      |
| 48                        | 1974-75 | R. US Tournaisienne | Promotion série D               | 11e/16           |                                      |
| 49                        | 1975-76 | R. US Tournaisienne | Promotion série A               | 8e/16            |                                      |
| 50                        | 1976-77 | R. US Tournaisienne | Promotion série A               | 5e/16            |                                      |
| 51                        | 1977-78 | R. US Tournaisienne | Promotion série C               | 4e/16            |                                      |
| 52                        | 1978-79 | R. US Tournaisienne | Promotion série B               | 2e/16            |                                      |
| 53                        | 1979-80 | R. US Tournaisienne | Promotion série A               | 1er/16           | Champion et promu                    |
| 54                        | 1980-81 | R. US Tournaisienne | Division 3 série A              | 5e/16            |                                      |
| 55                        | 1981-82 | R. US Tournaisienne | Division 3 série A              | 10e/16           |                                      |
| 56                        | 1982-83 | R. US Tournaisienne | Division 3 série A              | 13e/16           |                                      |
| 57                        | 1983-84 | R. US Tournaisienne | Division 3 série A              | 16e/16           | Relégué                              |
| 58                        | 1984-85 | R. US Tournaisienne | Promotion série B               | 16e/16           | Relégué                              |
| séries provinciales       |         |                     |                                 |                  |                                      |
| 59                        | 1990-91 | R. US Tournaisienne | Promotion série C               | 4e/16            |                                      |
| 60                        | 1991-92 | R. US Tournaisienne | Promotion série A               | 4e/16            |                                      |
| 61                        | 1992-93 | R. US Tournaisienne | Promotion série A               | 12e/16           |                                      |
| 62                        | 1993-94 | R. US Tournaisienne | Promotion série A               | 8e/16            |                                      |
| 63                        | 1994-95 | R. US Tournaisienne | Promotion série A               | 3e/16            |                                      |
| 64                        | 1995-96 | R. US Tournaisienne | Promotion série A               | 8e/16            |                                      |
| 65                        | 1996-97 | R. US Tournaisienne | Promotion série A               | 13e/16           | Barrages                             |
| 66                        | 1997-98 | R. US Tournaisienne | Promotion série A               | 7e/16            |                                      |
| 67                        | 1998-99 | R. US Tournaisienne | Promotion série A               | 13e/16           | Barrages                             |
| 68                        | 1999-00 | R. US Tournaisienne | Promotion série A               | 13e/16           | Barrages                             |
| 69                        | 2000-01 | R. US Tournaisienne | Promotion série A               | 7e/16            |                                      |
| 70                        | 2001-02 | R. US Tournaisienne | Promotion série A               | 1er/16           | Champion et promu                    |
| 71                        | 2002-03 | R. FC Tournai       | Division 3 série A              | 6e/16            |                                      |
| 72                        | 2003-04 | R. FC Tournai       | Division 3 série B              | 15e/16           | Relégué                              |
| 73                        | 2004-05 | R. FC Tournai       | Promotion série A               | 1er/16           | Champion et promu                    |
| 74                        | 2005-06 | R. FC Tournai       | Division 3 série B              | 10e/16           |                                      |
| 75                        | 2006-07 | R. FC Tournai       | Division 3 série A              | 1er/16           | Champion et promu                    |
| 76                        | 2007-08 | R. FC Tournai       | Division 2                      | 12e/19           |                                      |
| 77                        | 2008-09 | R. FC Tournai       | Division 2                      | 5e/19            | Tour final                           |
| 78                        | 2009-10 | R. FC Tournai       | Division 2                      | 11e/19           |                                      |
| 79                        | 2010-11 | R. FC Tournai       | Division 2                      | 18e/18           | Relégué                              |
| 80                        | 2011-12 | R. FC Tournai       | Division 3 série A              | 5e/18            | [ saisons 7 ]                        |
| 81                        | 2012-13 | R. FC Tournai       | Division 3 série B              | 13e/19           | [ saisons 8 ]                        |
| 82                        | 2013-14 | R. FC Tournai       | Division 3 série A              | 9e/18            |                                      |
| 83                        | 2014-15 | R. FC Tournai       | Division 3 série A              | 18e/18           | Relégué                              |
| 84                        | 2015-16 | R. FC Tournai       | Promotion série B               | 14e/16           | Relégué                              |
| 85                        | 2016-17 | R. FC Tournai       | Division 3 Amateur ACFF série A | 5e/14            | Tour final                           |
| 86                        | 2017-18 | R. FC Tournai       | Division 3 Amateur ACFF série A | 4e/16            | Tour final                           |
| 87                        | 2018-19 | R. FC Tournai       | Division 3 Amateur ACFF série A | 4e/14            | Tour final                           |
| 88                        | 2019-20 | R. FC Tournai       | Division 3 Amateur ACFF série A | 7e/16            |                                      |
| 89                        | 2020-21 | R. FC Tournai       | Division 3 ACFF série A         | N/A              | saison annulée en raison du Covid-19 |
| 90                        | 2021-22 | R. FC Tournai       | Division 3 ACFF série A         | 5e/15            |                                      |
| 91                        | 2022-23 | R. FC Tournai       | Division 3 ACFF série A         | 4e/16            | Promu via le Tour final              |
| 92                        | 2023-24 | R. FC Tournai       | Division 2 ACFF                 | 4e/18            | Promu via le Tour final              |
| 93                        | 2024-25 | R. FC Tournai       | Nationale 1 ACFF                | .../12           |                                      |

## Ancien stade
L'US Tournaisienne évolue sur le même site de sa création en 1903 jusqu'en 2004. Situé dans le Faubourg Saint-Martin, l'endroit initialement appelé « Plaine des Hôpitaux » devient le « stade Gaston Horlait » dans les années 1920. Beaucoup plus tard, il est renommé « stade Magdelaine Lefebvre ». Il est rasé en 2004 lors des travaux d'agrandissement de l'hôpîtal voisin.